# Зюдербраруп
Зюдербраруп (нім. Süderbrarup) — громада в Німеччині, розташована в землі Шлезвіг-Гольштейн. Входить до складу району Шлезвіг-Фленсбург. Центр об'єднання громад Зюдербраруп.
Площа — 8,1 км2. Населення становить 5176 ос. (станом на 31 грудня 2020).

## Галерея

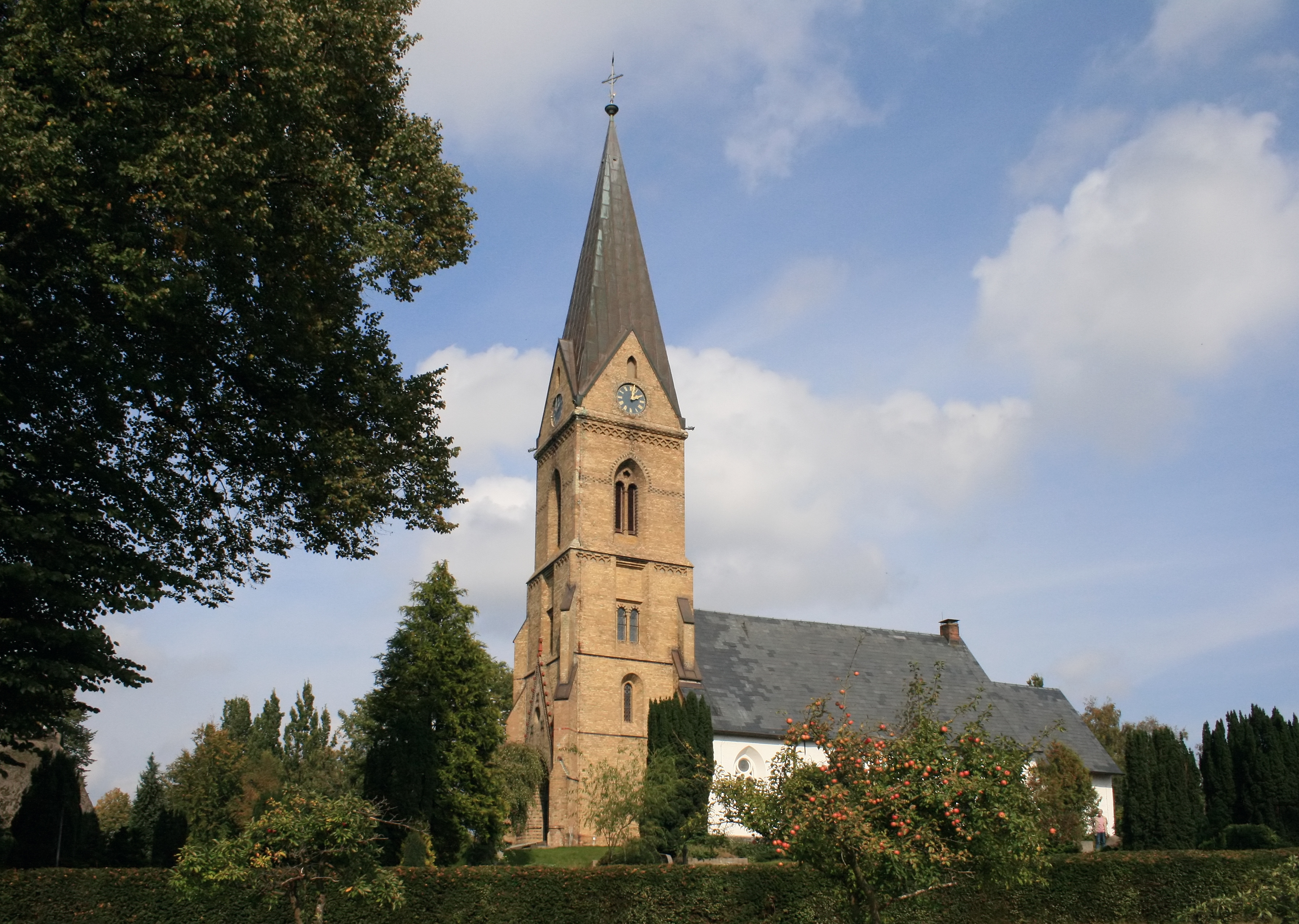
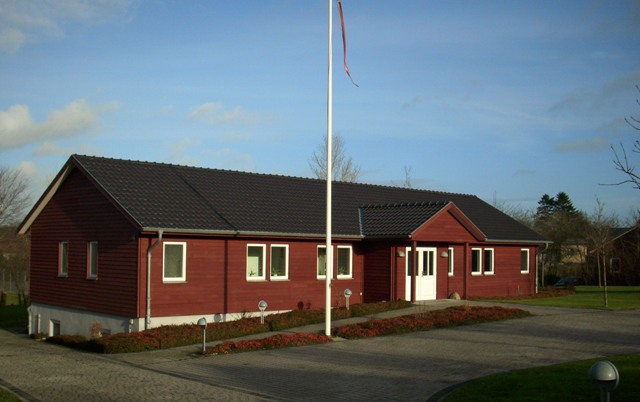
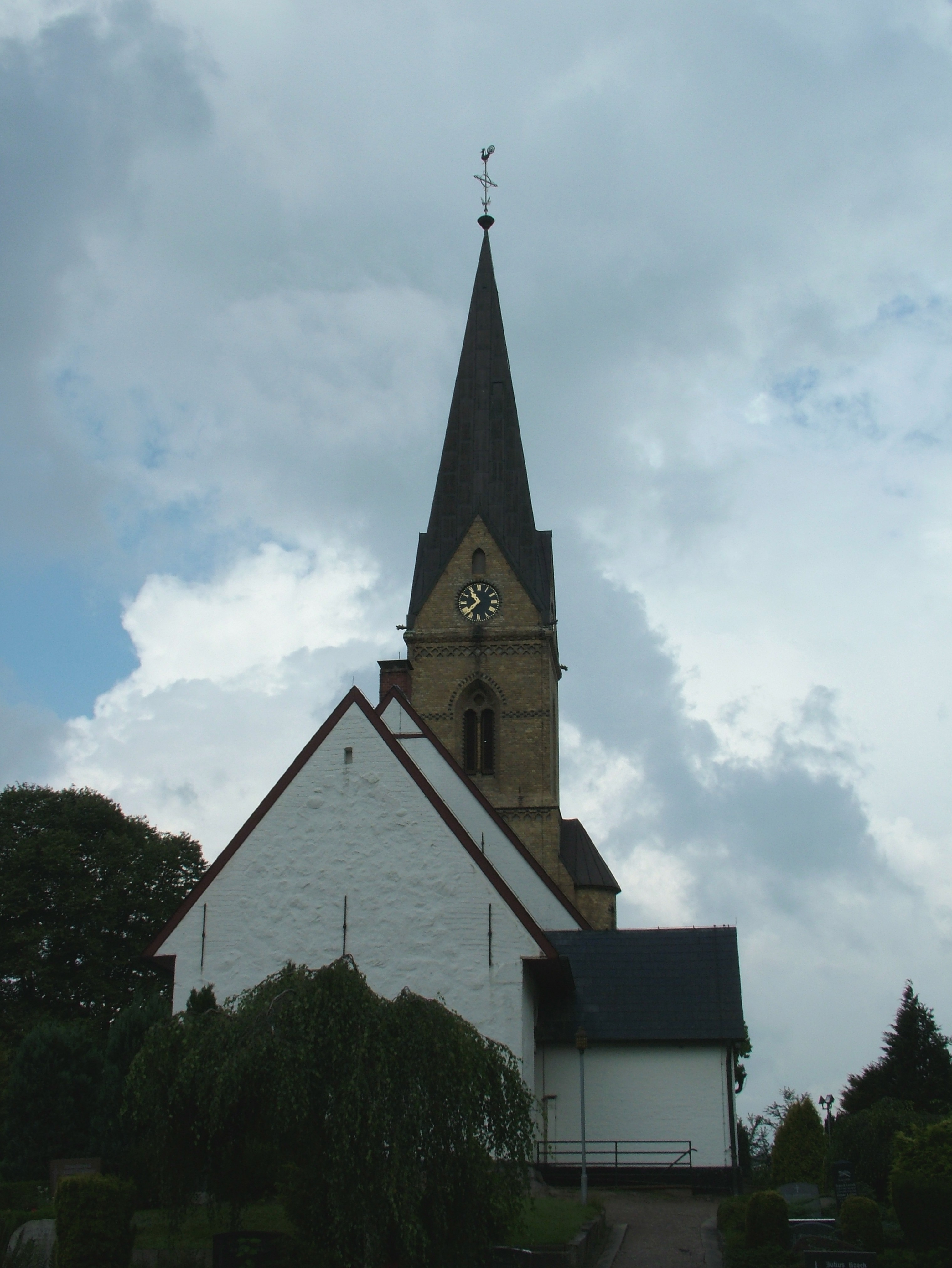
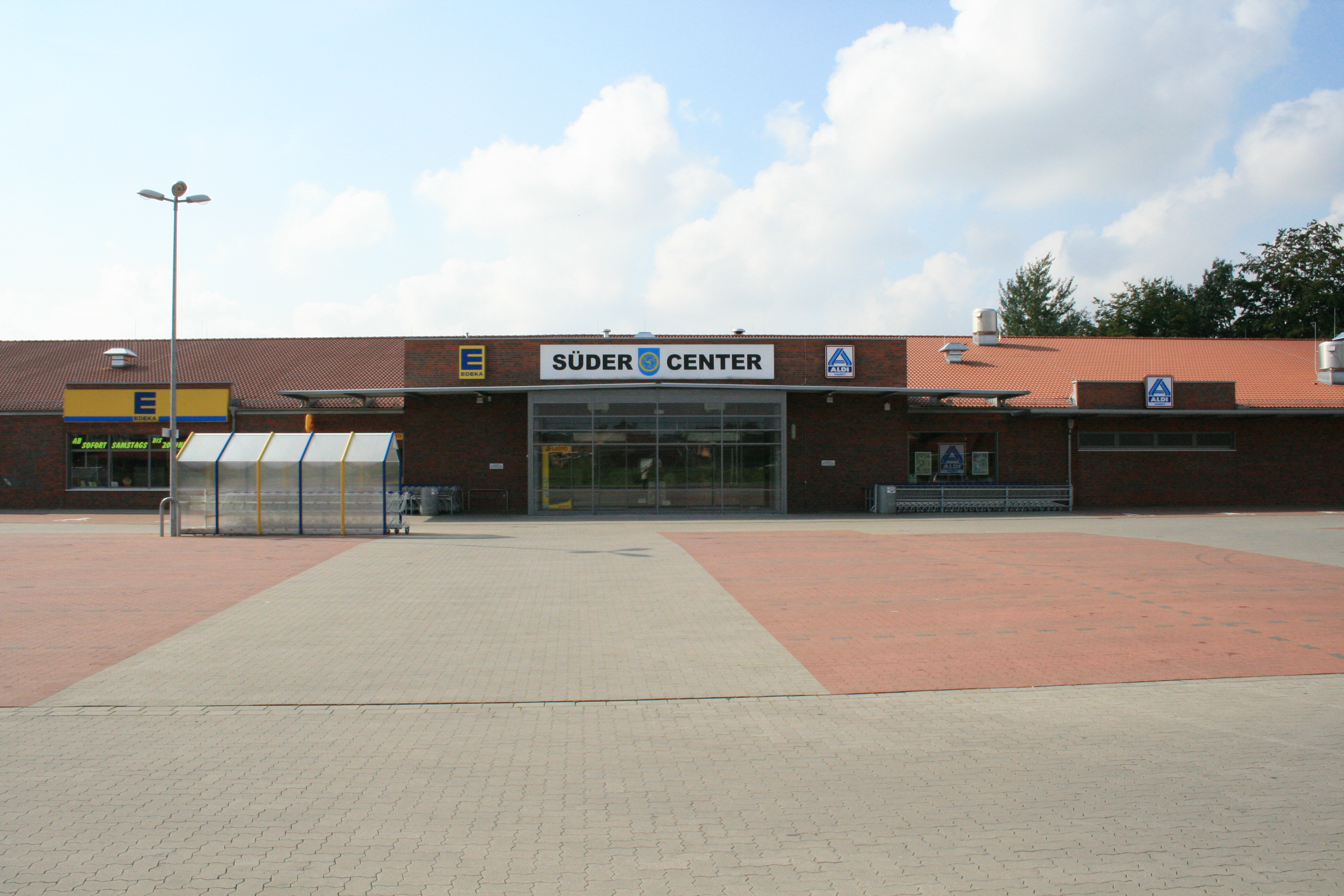
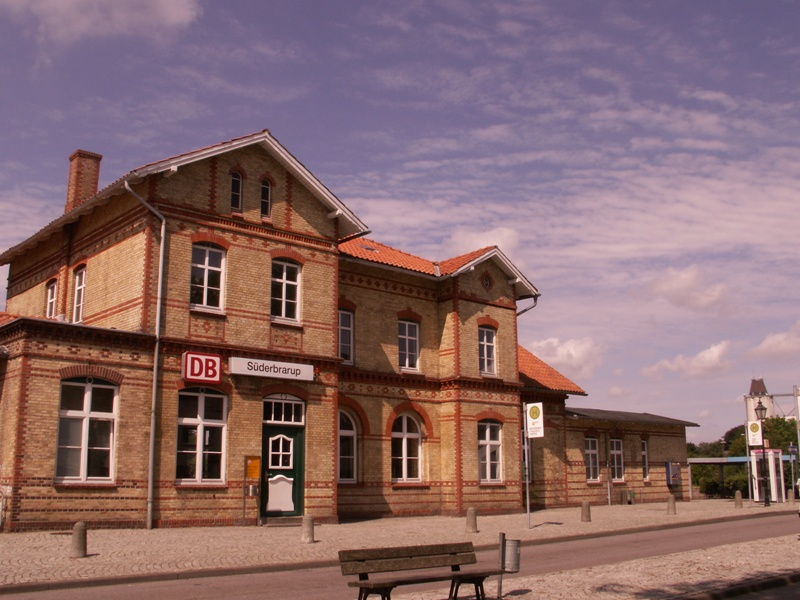
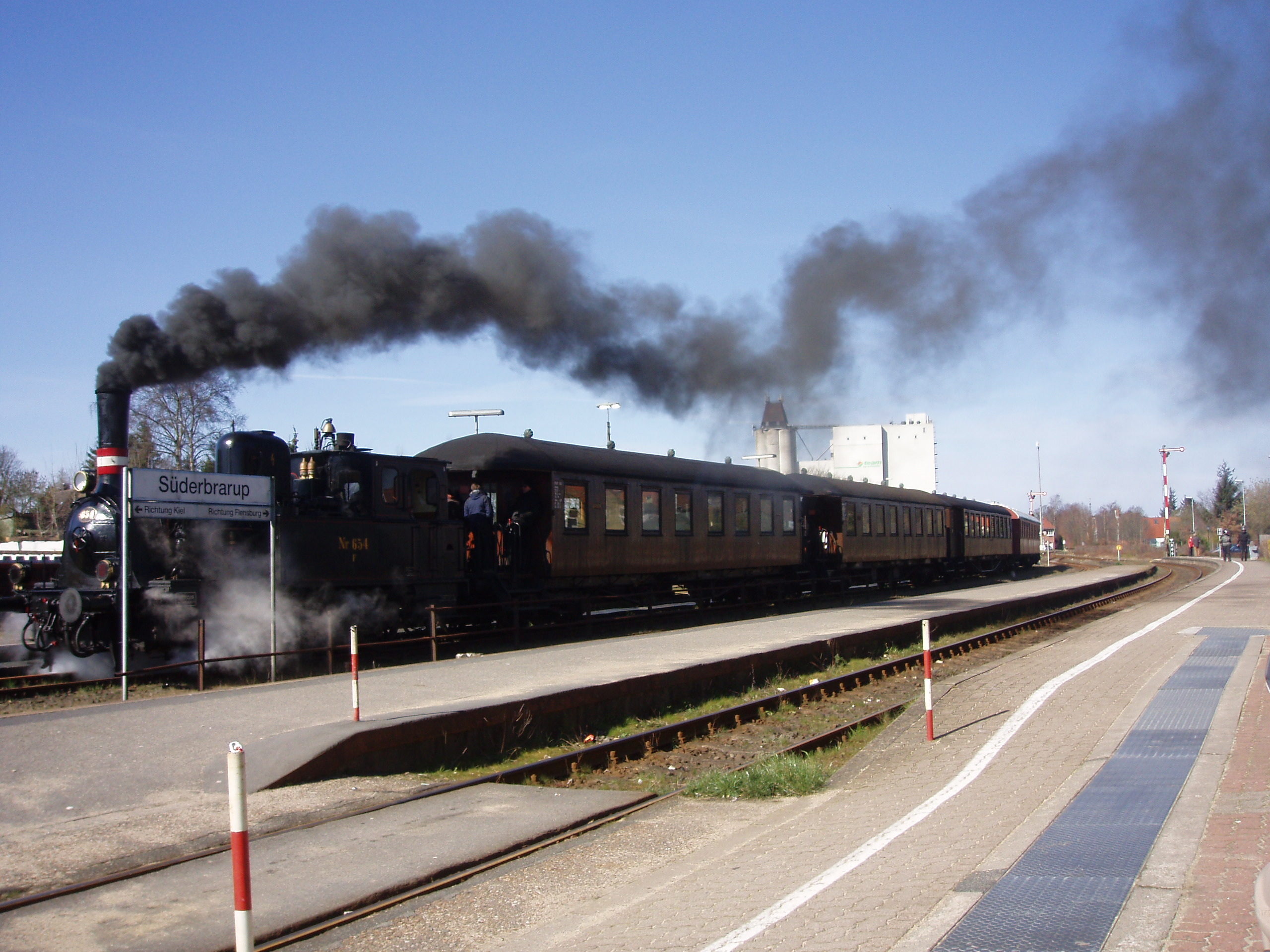